# Die Aktion

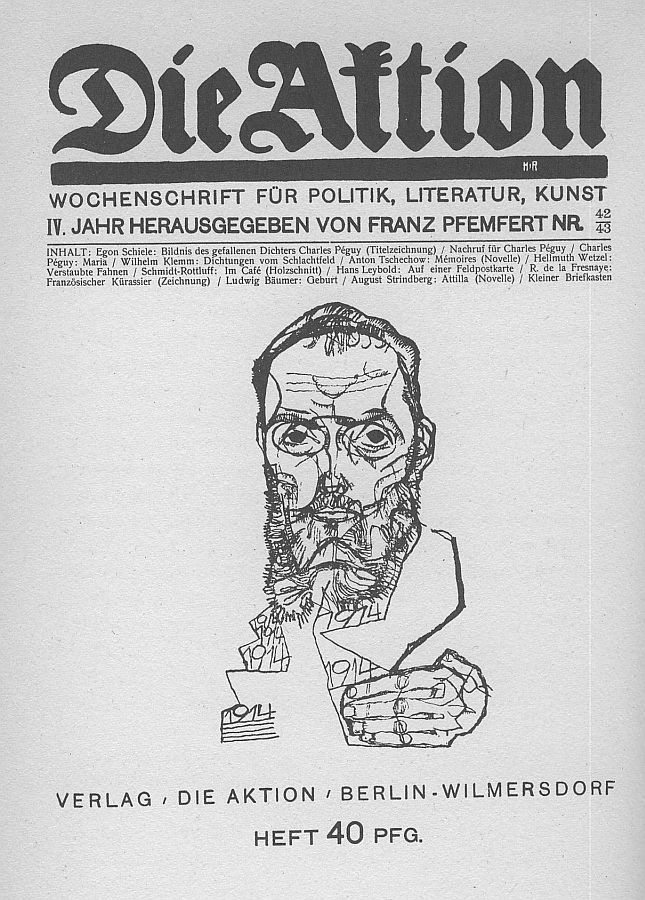
Título de Die Aktion de 1914 el retrato de Charles Péguy por Egon Schiele.

Die Aktion fue una revista literaria y política editado por Franz Pfemfert de 1911 a 1932, que promovió el expresionismo literario y tenía una perspectiva de izquierdas. Al principio se publicaba semanalmente, desde 1919 cada dos semanas, y a partir de 1926 esporádicamente.
Desde 1981 Edition Nautilus continuó su publicación, publicando la revista de forma esporádica.

## Antecedentes
Pfemfert había publicado desde 1904 (junto con Herwarth Walden, más tarde editor Der Sturm) durante un tiempo la revista anarquista Der Kampf de Senna Hoy, época en la que entró en caontacto con muchos autores y artistas modernos de la oposición política. Más tarde trabajó para Das Blaubuch y finalmente para el Demokrat, que coeditó en 1910. En esta revista demócrata radical, que editaba conjuntamente con el librepensador Georg Zepler (1859-1925), publicó textos de muchos autores que más tarde trabajarían también en Die Aktion. A principios de 1911 se alejó de Zepler.

## Historia de la revista

### 1911–1914: Expresionismo e internacionalismo
El 20 de febrero de 1911 se publicó el primer número de Die Aktion, con el subtítulo «Zeitschrift für freiheitliche Politik und Literatur» (revista de la política y literatura libertaria), que pasaría en 1912 a ser «Wochenschrift für Politik, Literatur und Kunst» (escrito semanal de política, literatura y arte). A través de los contactos de Hiller y sus amigos del Neue Club, que bajo la denominación de Gabinete neopatético Neopathetisches Cabinet organizaban tertulias de literatura expresionista, se convirtió rápidamente Die Aktion en el órgano canalizador de la nueva tendencia. Allí Pfemfert conoció rápidamente a muchos autores y adquirió contactos con editores como Ernst Rowohlt y Samuel Fischer. Aunque no recibía honorarios siempre realizó contribuciones de la más alta calidad. A partir de 1913 aparecieron muchas ediciones especiales que solo contenían poesía, entre ellas un número dedicado exclusivamente a la obra de Georg Heym, joven fallecido en enero de 1912. A partir de 1914 se incrementaron las contribuciones de artistas gráficos, en particular los expresivos grabados que le daban a la revista su apariencia característica.
En el primer número Pfemfert declaraba que el objetivo de Die Aktion era el siguiente:

Die Aktion se afilia, sin situarse sobre la base de un partido político determinado, a la idea de la izquierda de la Gran Alemania. Die Aktion quiere impulsar el monumental pensamiento de una organización de la inteligencia de la largamente proscrita palabra “Kulturkampf” (combate por la cultura) (…) y restaurar su antiguo espledor. En el arte y la cultura, Die Aktion busca proporcionar un contrapeso al triste hábito de la prensa pseudoliberal, de evaluar las nuevas emociones simplemente desde el punto de vista de los negocios, silenciándolas así
Franz Pfemfert. Ich setze diese Zeitschrift wider diese Zeit, ed. Wolfgang Haug, Darmstadt und Neuwied, 1985, pág. 21

Hasta 1914 Pfemfert solicitó, a través de la influencia política que Die Akction ejercía sobre el SPD, como él esperaba, que se apoyase a las corrientes anarquistas y revolucionaras del partido. En los editoriales Pfemfert criticó la postura chovinista y a menudo oportunista del partido y exhortaba que se recordase que los problemas del movimiento obrero eran de carácter internacional. También abogó por campañas como la liberación del psicólogo de la sexualidad Otto Gross, que su padre había apresado y lo introdujo en la psiquiatría.

### 1914–1918: Oposición artística durante la guerra
Ya en 1914, antes del inicio de la guerra, se secuestró la revista por primera vez. Como era frecuente en el imperio se procedió también aquí contra una revista contraria políticamente mediante el pretexto de haber publicado textos moralmente ofensivos. Con el estallido de la guerra en agosto de 1914 se agravó más la situación, y se aplicó una severa censura. En consecuencia, Pfemfert decidió publicar sólo textos literarios para evitar una prohibición completa de la revista. Sorprendentemente lo consiguió, aunque Pfemfert incorporaba en columnas como Ich schneide die Zeit aus artículos incendiarios de otros periódicos, y en una columna criticó ácidamente a artistas e intelectuales que apoyaban la guerra. También las publicaciones literarias versaban sobre el antimilitarismo, mientras que por ejemplo se publicaron poemas para el frente de Oskar Kanehl y Wilhelm Klemm, que presentaban el horror intrínseco de la guerra. También fue audaz la publicación de números especiales dedicados a la literatura de los «países enemigos».

### 1918–1925: Semanario para el socialismo revolucionario
Tras la Primera Guerra Mundial Pfemfert pronto se alejó, desencantado, del expresionismo. Muchos autores estaban demasiado saturados y tenían contratos con grandes editoriales. Para Pfemfert eso era una traición y consideró que la fase rebelde del expresionismo se había acabado definitivamente. En die Aktion aparecían sólo textos políticos. Abogó decididamente por el comunismo y publicó textos de Lenin y otros revolucionarios rusos.
Ya a finales de 1918 die Aktion publicó un manifiesto del de la Liga Espartaquista (Spartakusbund) y  tras la fundación del KPD hizo de su publicación durante algún tiempo un órgano del partido. Por eso le dio a die Aktion un nuevo subtículo, el de «Semanal para el socialismo revolucionario». Cuando el KPD cambió su rumbo en octubre de 1919 y empezó a expulsar sindicalistas, Pfemfert buscó en die Aktion unificar a la oposición d e izquierdas durante algún tiempo. A partir de 1920 apoyó a la izquierda comunista del KAPD y a partir del final de 1921 a su escisión AAUE, del que Pfemfert fue uno de los líderes. A mediados de los años 20 se aproximó a la anarquista Freie Arbeiter-Union Deutschlands (FAUD) de Rudolf Rocker, del que publicó algunos en die Aktion. Para aquel entonces ya estaba bastante claro que la revolución en Alemania había sido abortada.

### 1926–1932:Die Aktiondesaparece
El fracaso de la revolución y las luchas entre los partidos de izquierda perjudicaron también a die Aktion, que perdió lectores. Ya antes había perdido, a causa de la orientación puramente política de la publicación, a los lectores interesados solo en el arte. Entonces llegó la inflación. Desde 1927 se publicó esporádicamente, seis o siete veces al año. En 1929 se cambió el subtítulo a «Revista para el comunismo revolucionario», y die Aktion tuvo una existencia marginal. Al final los textos se publicaban con tamaños de letra muy pequeños para ahorrar páginas. En 1929, se publicaron tres números; en 1930, uno; en 1931, dos, y en agosto de 1932 se publicó finalmente el último número de die Aktion.

## Apariencia
Die Aktion se publicaba a dos columnas. Al principio el tipo de letra era Fraktur, pero en 1912 cambió a Antiqua, de acuerdo con la modernidad de la publicación. La mayor parte de las veces empezaba con un editorial de Pfemfert sobre política. La longitud solía ser de unas 14 páginas. La página inicial, en la que al principio aparecía frecuentemente el editorial, pasó a ser más tarde una portada que a menudo mostraba una obra gráfica expresionista y un índice de contenidos.

## Tirada y financiamiento
La base económica de die Aktion fue, a pesar de su éxito económico inicial entre la intelectualidad, tambaleante. En los mejores tiempos se vendían 7000 ejemplares. El precio de venta empezó en 10 pfennige, pero durante la Primera Guerra Mundial fue de 30, más tarde 40 y después de 1918 de 80 pfennige. Para conseguir más recursos se puso en circulación una edición de lujo con una tirada de cien ejemplares en papel hecho a mano a un precio cuatro veces mayor. Para seguir siendo independiente, Pfemfert tuvo que organizar periódicamente espectáculos como recitales o tardes de lectura. Rechazó ayudas de terceros, como por ejemplo de Paul Cassirer, que durante la guerra hizo una propuesta en ese sentido. En 1916 aparecieron los Aktions-Bücher (libros-Aktion). Aktions-Buch-und-Kunsthandlung, fundada en 1917 y dirigida por la esposa de Pfemfer Alexandra Ramm-Pfemfert, con sede en Kaiserallee, 222, buscó más ingresos.

## Redacción
Al principio Kurt hiller y el anarquista Anselm Ruest colaboraban en la redacción, pero muy pronto Pfemfert tendría disputas con ellos. En 1912 rompió relaciones con Ruest y en 1913 con Hiller. De 1918 a 1929 el poeta Oskar Kanehl fue el colaborador más importante de Pfemfert y Alexandra Ramm-Pfemfert participaba periódicamente en la redacción. Al menos esporádicamente trabajó una secretaria, Lisa Pasedag. Franz Jung describió la atmósfera que había allí de la forma siguiente: «El hombre, que en Berlín, en el cuarto piso de la casa trasera de la calle Nassauischen junto a la puerta abierta está comiendo tras su escritorio, cualquiera puede entrar sin repiquetear a la puerta ni llamar al timbre y hablar con él, mientras lía sus cigarrillos con una pequeña máquina manual. Para Pfemfert cualquiera que llegase era, ya tuviese alguna apreciación o quisiese imprimir algo, un cliente, bueno o malo».

## Artistas y escritores
|  |  |  |  | - Gerd Arntz - Alexander Archipenko - André Derain - Conrad Felixmüller - Lyonel Feininger - George Grosz - Ernst Ludwig Kirchner - Alfred Kubin - Wilhelm Lehmbruck - Franz Marc - Henri Matisse - Ludwig Meidner - Carlo Mense - Max Oppenheimer - Pablo Picasso - Christian Schad - Egon Schiele - Karl Schmidt-Rottluff - Georg Schrimpf - Franz Wilhelm Seiwert - Félix Vallotton - Heinrich Vogeler | - Ernst Angel - Hugo Ball - Johannes R. Becher - Gottfried Benn - Ernst Blass - Franz Blei - Paul Boldt - Georg Brandes - Max Brod - Theodor Däubler - Albert Ehrenstein - Carl Einstein - André Gide - Claire Goll - Iwan Goll - Ferdinand Hardekopf - Paul Hatvani - Max Herrmann-Neisse - Georg Heym - Kurt Hiller - Jakob van Hoddis - Richard Hülsenbeck - Heinrich Eduard Jacob - Franz Jung | - Oskar Kanehl - Hermann Kasack - Wilhelm Klemm - Arthur Kronfeld - Else Lasker-Schüler - Alfred Lichtenstein - Heinrich Mann - Charles Péguy - Ernst Stadler - Theodor Lessing - Franz Mehring - Erich Mühsam - Mynona - Karl Otten - Maximilian Rosenberg - Ludwig Rubiner - René Schickele - Paul Scheerbart - Walter Serner - Carl Sternheim - Ernst Toller - Frank Wedekind - Franz Werfel - Alfred Wolfenstein - Carl Zuckmayer | - Mijaíl Bakunin - Alexander Alexandrowitsch Bogdanow - Otto Gross - Piotr Alexéievich Kropotkin - Nadezhda Konstantínovna Krúpskaya - Lenin - Karl Liebknecht - Anatoli Vasilevich Lunacharsky - Rosa Luxemburg - Rudolf Rocker - Otto Rühle - León Trotski |